# (15574) Stephaniehass
(15574) Stephaniehass est un astéroïde de la ceinture principale.

## Description
(15574) Stephaniehass est un astéroïde de la ceinture principale. Il fut découvert le 5 avril 2000 à Socorro (Nouveau-Mexique) par le projet LINEAR. Il présente une orbite caractérisée par un demi-grand axe de 2,29 UA, une excentricité de 0,13 et une inclinaison de 3,7° par rapport à l'écliptique.

## Compléments